# 大辛泰亞鄉
46°31′N 21°36′E / 46.517°N 21.600°E
大辛泰亞鄉（羅馬尼亞語：Comuna Sintea Mare, Arad），是羅馬尼亞的鄉份，位於該國西部，由阿拉德縣負責管轄，面積119平方公里，海拔高度91米，2011年人口3,742，人口密度每平方公里31人。